# Clavulina coffeoflava
Clavulina coffeoflava é uma espécie de fungo pertencente à família Clavulinaceae.